# Beach Boys Concert
Beach Boys Concert è il primo album dal vivo dei The Beach Boys.
Il concerto fu registrato nel 1964 a Sacramento in California. Nel corso dell'esibizione furono suonate anche altre canzoni, che però non sono state inserite nell'album.
Fu il primo album dei Beach Boys a raggiungere la prima posizione in classifica negli Stati Uniti (Billboard 200) e la terza in Australia.

## Tracce
1. Fun, Fun, Fun (Brian Wilson/Mike Love) 1
2. The Little Old Lady From Pasadena (D.Allfield/R.Christian) 1
3. Little Deuce Coupe (Brian Wilson/R.Christian) 1
4. Long,Tall Texan (H.Strezlecki) 1
5. In My Room (Brian Wilson/Gary Usher) 2
6. Monster Mash (singolo) (B.Pickett/L.Capizzi) 1
7. Let's Go Trippin' (Dick Dale) 3
8. Papa-Oom-Mow-Mow (Frazier/White/Wilson, Jr./Harris) 2
9. The Wanderer (Dion) (Ernest Maresca) 4
10. Hawaii (Brian Wilson) 1
11. Graduation Day (J.Sherman/N.Sherman)
12. I Get Around (The Beach Boys) (Brian Wilson) 1
13. Johnny B. Goode (Chuck Berry) 2

### Specifiche esecutori
- 1 con Mike Love come voce solista
- 2 con Brian Wilson come voce solista
- 3 Strumentale
- 4 con Dennis Wilson come voce solista